# Ільїнське шосе
Ільї́нське шосе (А109 рос. Ильинское шоссе) — автомобільна дорога федерального значення в Московській області. Відгалужується від Волоколамського шосе на південний захід при в'їзді в місто Красногорськ приблизно в трьох кілометрах від Московської кільцевої автомобільної дороги (МКАД).

## Опис
Проходить Красногорським районом Московської області через населені пункти:
- місто Красногорськ (1-2 км, у межах міста — Ільїнське шосе і Павшинська вулиця),
- село Гольйово (3 км, у межах села — Центральна вулиця),
- село Глухово (8 км, у межах села — Центральна вулиця),
- село Ільїнське (10 км, у межах села — вулиця Леніна),
- село Александровка (12 км, у межах села — Центральна вулиця),
- село Петрово-Дальнє (14-16 км, в межах села — Центральна вулиця).

На виїзді з Красногорська перетинає Новоризьке шосе М9 (федеральна траса М9 «Балтія»), через Ільїнський під'їзд (на 10-му км) з'єднується з Рубльово-Успенським шосе А106.
Має по 2 смуги в кожну сторону в межах Красногорська (з розширенням до 3 смуг на перехрестях). З 3 по 16 км — по 1 смузі в кожну сторону (з фрагментарними розширеннями до 2 смуг в місцях примикання другорядних доріг).
Взимку 2016 року розпочато будівництво транспортної розв'язки в місці примикання Ільїнського до Волоколамського шосе, будівництво передбачається закінчити 2020 року.

## Історія
У 1864 році маєток Ільїнське був придбаний імператором Олександром II для імператриці Марії Олександрівни. Придбана садиба ними розглядалася як літня підмосковна резиденція. Однією з перших справ, пов'язаних з благоустроєм маєтку, стала прокладка нового шосе.

## Транспорт
У 1948 році по Ільїнському шосе пройшов перший автобусний маршрут 49 від метро «Сокіл» до Ільїнського. На даний момент по шосе проходять автобуси 34, 36, 520, 540, 541, 549, 568, 824, 891.

## Визначні пам'ятки
- Музей техніки Вадима Задорожного (4 км),
- Музей-садиба «Архангельське» (центральний вхід) (5-6 км),
- Колишня садиба Ільїнське (10 км),
- Колишня садиба Петровське (15 км).